# 阿波罗月球车
阿波罗月球车（英語：Lunar Roving Vehicle）是1971至1972年期间，阿波罗计划中第十五、十六和十七次登月任务中，宇航员使用的月球车。外号为“Moon Buggy”，这个称呼源自于沙灘車的俗称Dune buggy。
阿波罗月球车随着阿波罗登月舱登陆月球表面，可以搭载两名宇航员，以及月岩和登月设备。目前共有三辆这种月球车留在月球上。

## 历史
月球车的概念最早于沃纳·冯·布劳恩于1952年至1954年，在Collier's杂志上连载的科幻小说《人类将要征服宇宙》中提出。在这篇科幻作品中，沃纳塑造一辆10吨的拖车，能在月球表面工作六周。
1956年，波兰工程师米耶奇斯拉夫·贝克出版了两本相关的著作。当时他是密西根大學的教授，兼任美国陆军坦克汽车司令部的顾问。他的著作为之后的登月奠定了理论基础。

## 结构与规格

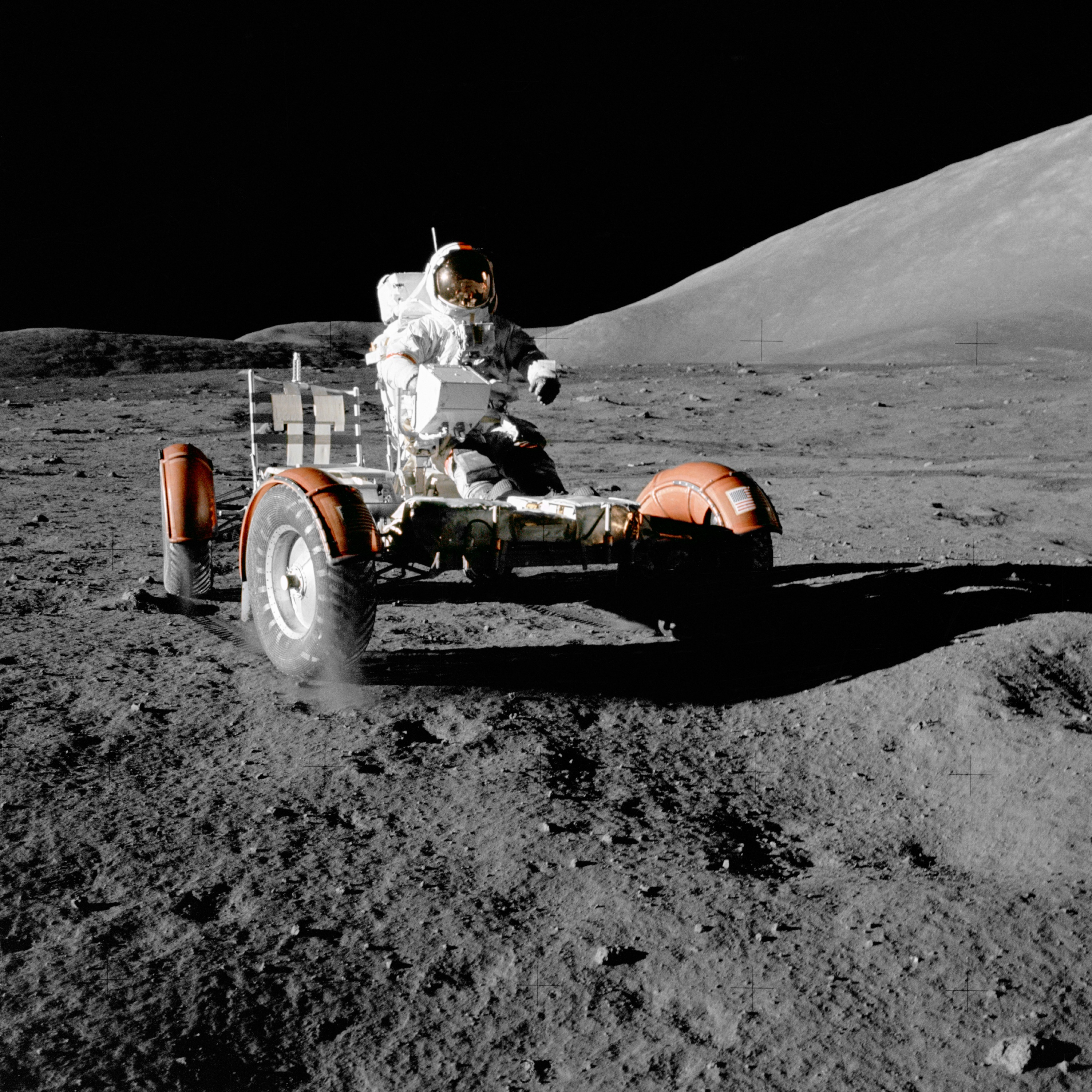
尤金·塞尔南在阿波罗17号任务中，对刚从阿波罗登月舱卸下的月球车进行测试

阿波罗月球采用纯电力驱动，设计目标是能够在低重力以及真空的环境下在月球表面驾驶，以大大增加宇航员在月球表面的活动范围。一共有三辆阿波罗月球车在实际执行过任务，分别搭载于大卫·斯科特与詹姆斯·艾尔文驾驶的阿波罗15号、约翰·杨与查尔斯·杜克驾驶的阿波罗16号，以及尤金·塞尔南与哈里森·施密特驾驶的阿波罗17号。任务中由指令长担任驾驶员，坐在月球车左侧的驾驶位。具体性能在穆尔、贝克以及库尔德的论文中均有详细描述。

### 自重与载重
阿波罗月球车自重为210公斤（460磅），设计载重能力为490公斤（1,080磅）。由于月球上的重力约为地球上的六分之一，故实际折合月球的重力环境下，月球车自重35公斤（77磅），设计载重能力为116公斤（260磅）。整个车架长3米，轴距为2.3米，高度为1.1米。车架的材料是2219鋁合金管焊接而成。底盘部分被分为三部分，能够进行折叠以收容在阿波罗登月舱的空间内。

## 任务
每辆阿波罗月球车都分别在月面派出执行过三次“巡视”，每次任务为期三天，每天派出巡视一次
| 任务                  | 总驾驶距离         | 总计耗时    | 单次任务最远距离   | 离开登月舱最远距离 |
| --------------------- | ------------------ | ----------- | ------------------ | ------------------ |
| 阿波罗15号（LRV-001） | 17.25英里（27.76） | 3小时02分钟 | 7.75英里（12.47）  | 3.1英里（5.0）     |
| 阿波罗16号（LRV-002） | 16.50英里（26.55） | 3小时26分钟 | 7.20英里（11.59）  | 2.8英里（4.5）     |
| 阿波罗17号（LRV-003） | 22.30英里（35.89） | 4小时26分钟 | 12.50英里（20.12） | 4.7英里（7.6）     |

## 影像
- 阿波罗16号指挥官约翰·杨驾驶002号月球车
- 阿波罗15号号任务成员大卫·斯科特和詹姆斯·艾尔文在地面进行训练